# Glenea pieti
Glenea pieti là một loài bọ cánh cứng trong họ Cerambycidae.